# Berlin, Alexanderplatz (film, 2020)
Berlin, Alexanderplatz   egy 2020-ben bemutatott német–holland filmdráma Alfred Döblin azonos című művének adaptációja Burhan Qurbani rendezésében.

## Fordítás
- Ez a szócikk részben vagy egészben  a   Berlin  Alexanderplatz (Film) című német Wikipédia-szócikk fordításán alapul.  Az eredeti cikk szerkesztőit annak laptörténete sorolja fel. Ez a jelzés csupán a megfogalmazás eredetét és a szerzői jogokat jelzi, nem szolgál a cikkben szereplő információk forrásmegjelöléseként.